# Roody Roodboy
Roodboy, de son vrai nom Roody Pétuel Dauphin, né à Port-au-Prince le 27 juin 1988, est un chanteur et rappeur Haïtien.

## Biographie

### Enfance
Ainé d’une famille de trois (3) enfants, il a grandi dans l’aire de l’Aéroport international de Port-au-Prince, à Cité Militaire. Il a effectué ses études primaires et secondaires dans les établissements : Dominique Savio, le Collège Mixte Roger Anglade, le Lycée Toussaint Louverture. En 2005, à la suite du meurtre de son père dans les effervescences politiques de 2004 qui ont conduit à la chute du président Jean Bertrand Aristide, son oncle Mario Dauphin l’a initié  à la guitare en 2005. Depuis, il commença à prendre gout à la musique.

### Carrière de chanteur
Le public d'Haiti a découvert Roody Roodboy en 2008 à travers le concours Digicel Stars. Il était figuré parmi les dix finalistes. En 2010, il est revenu sur la scène de ce concours et est parti avec le prix de troisième lauréat. C'est de là que sa carrière s'est débutée. En effet, dans la foulée, avec Steve et Herby Azor, il a lancé « Mizik Malè m », puis sa première musique solo : « Pa Dekouraje ».
Depuis au moins 2020, il fait partie des artistes les plus populaires de l'Industrie Musicale Haïtienne. D'ailleurs, il « est le tout premier artiste masculin haïtien à passer le cap des 1 million d’abonnés sur Instagram » et dispose d'un palmarès fait de plusieurs hits comme : « M anvi goute w », « Manch », « An kachèt », « Lòbèy ». De surcroit, il a été sacré champion du Carnaval national en 2018. Avant, soit en 2017, Ticket Magazine l’avait classé « Révélation du carnaval de Port-au-Prince » et « Champion du carnaval de Port-au-Prince »,,.

### L'entrepreneur
Depuis janvier 2021, Roody Roodboy se lance dans les affaires : il devient actionnaire de « Joker electonic » et offre des gadgets électriques en mettant sur le marché deux casques dont les marques sont : Roodboy1 et Roodboy2,.
Plus tard, il lance son application « Roody Roodboy » qui est disponible sur App store et Google play store ; puis, un magasin de vêtements, « 4 seasons shop », à Santiago.

### Vie privée
Roody Roodboy est le conjoint de Sophia V. dit Mamoollll. Ils ont mis un enfant au monde le 24 février 2019. Pour rendre hommage à sa conjointe, en février 2021, il fait sortir une nouvelle chanson : « Ou pa gen parèy »,.

## Discographie

### Meringues carnavalesques[Quoi ?]
- 2016: Ke Pwason.
- 2017 : M pi wo pase'w
- 2018 : Ou mechan
- 2019 : San konsyans
- 2020 : Fè Makak

### Singles
- 2017 : Lòbey
- 2017 : Zokoko (feat. P-Jay & Master Brain)
- 2018 : Tranble
- 2018 : M'anvi Goute'w
- 2018 : Yo Paka Barem
- 2019 : Krazèd Fwaye ft Oswald
- 2019 : An Kachet
- 2019 : Manch feat Franco Love & Deep Act
- 2020 : Rest in Peace ft Bordes Jules
- 2021 : Mimi miaww
- 2021 : Kanpe goumen l ye ft DeepAct
- 2022 : Fo fim kap fèt
- 2022 : Marry me ft Wizboy

### Albums
- 2016 : Fòk Tèt ou la
- 2023 : Tou9